# Промывание желудка

Пищевод и желудок

Промывание желудка — лечебная процедура многократного введения и удаления воды из желудка.
Методика промывания желудка была предложена в 1805 г. американским хирургом Филиппом Физиком и французом Жульеном Дюпюитреном.  Одним из первых сообщений о применении полой труби для промывания желудка, относится к 1812 году, когда этот метод был использован для лечения двух младенцев с передозировкой настойкой опия.
Промывание желудка — лечебный метод при застое желудочного содержимого и при отравлениях. Современные руководства не рекомендуют использовать промывания желудка при оказании первой помощи, без прямого указания специалиста токсикологического центра, так как эта процедура может в некоторых случаях утяжелить состояние пострадавшего.
Современные руководства и ассоциации (Американская академия клинической токсикологии (AACT) и Европейская ассоциация токсикологических центров и клинических токсикологов (EAPCCT)) сводят показания к промыванию желудка к ситуациям, когда потенциально опасное токсическое вещество было принято не более часа назад, нет более безопасного способа выведения токсического вещества (например прием активированного угля) или токсическое вещество не адсорбируется активированным углем. В медицинских организациях промывание желудка также может проводится для оценки кровопотери при желудочно-кишечном кровотечении, для получения содержимого желудка с целью его исследования. Например, этот метод используется у детей до 12 лет для исследования на микобактерию туберкулеза.

## Упрощенная техника проведения
Желудок промывают, вызывая рвоту раздражением слизистой оболочки корня языка и глотки пальцами в рот после обильного питья. Больной выпивает 5-6 стаканов слабого раствора соды(1с.л. соды на 1,5-2 л. воды), после чего, раздражая пальцем корень языка, вызывает рвоту. Эта процедура повторяется также до тех пор, пока вода, вытекающая из желудка, не станет чистой. Противопоказаниями для этого упрощенного способа являются: отравление ядами прижигающего действия, керосином и другими нефтепродуктами, бессознательное состояние больного и другие. Альтернативой промыванию желудка может быть прием активированного угля в дозе 0,5-1г/кг массы тела Следует также учитывать, что без зондовое промывание желудка несет риск аспирации.

## Зондовое промывание желудка

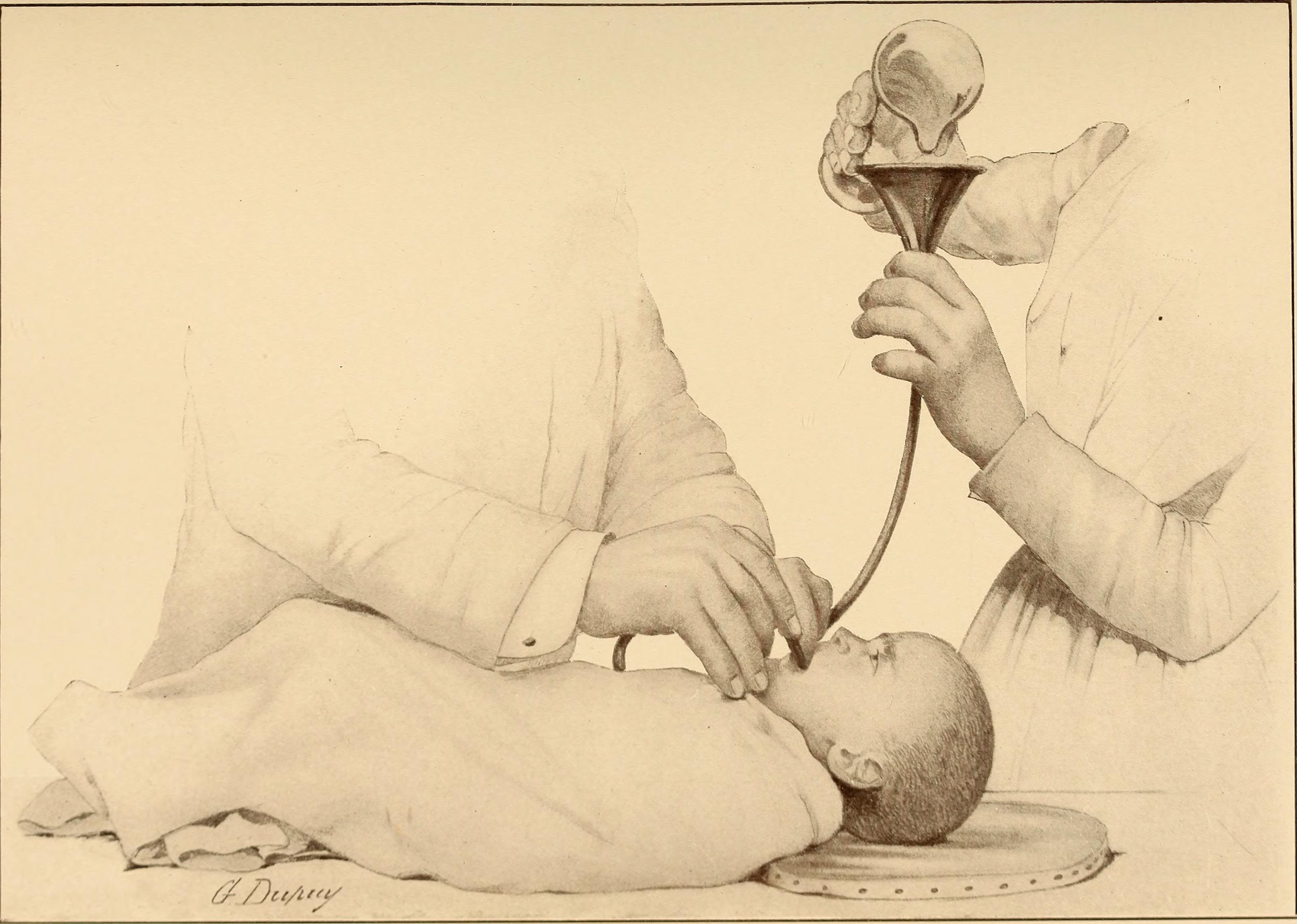
Промывание желудка ребёнку при помощи желудочного зонда с присоединённой воронкой

Проводится медицинским персоналом. Для промывания желудка у взрослых используется до 10-20 литров воды (до 60 литров при отравлении некоторыми веществами), промывают до появления чистых промывных вод.
Процедура включает введение смазанного вазелином или гелем с местным анестетиком желудочного зонда через рот или нос в желудок. В желудок вводят физиологический раствор, кипяченую или водопроводную воду комнатной температуры, а затем аспирируют для удаления его содержимого. Процесс повторяется до тех пор, пока жидкость не станет прозрачной.  При отравлениях используют зонд большого диаметра (потенциально больше, чем размер таблетки), диаметром 10-15 мм.
Процедуру у пациента в сознании можно проводить в положении сидя или лежа на левом боку. Пациентам без сознания, сначала проводится интубация трахеи, затем промывание желудка. При этом пациент может находится в положении на спине.  Чтобы определить на какую глубину вводится зонд существует два метода. Первый метод – от роста пациента в сантиметрах отнимают 100 см. Второй метод – измерить расстояние от угла рта до мочки уха и затем до уровня мечевидного отростка. Когда зонд проведен в желудок определяют правильность его расположения, путем введения воздуха в зонд специальным шприцем (шприц Жане). Если зонд находится в желудке, то при введении воздуха слышен характерный звук. Далее в желудок вводят жидкость и затем её эвакуируют. Однократно вводят около 500 мл. Процедуру повторяют до того момента пока вода не станет чистой.
У детей есть некоторые особенности проведения манипуляции: например, у детей до года измерение глубины введения зонда оценивается расстояние ухо-кончик носа – ухо. Детям до 6 месяцев тонкий зонд или катетер вводят через нос.
Объем промывания у детей определяется по специальным таблицам или можно пользоваться и расчетом: новорожденному вводят 5 мл/кг, 1 мес. - 8 мл/кг, 2 - 6 мес. - 12 мл/кг, 7 - 9 мес. - 15 мл/кг, 10 мес - 1 год - 20 мл/кг, 2 года - 6 лет - 16 мл/кг, 7 - 14 лет - 14 мл/кг.

## Осложнения
Исследования показали, что промывание желудка может быть эффективным для удаления определенных токсинов, если оно проводится в короткие сроки после их употребления. Однако его эффективность значительно снижается через час, так как токсин может переместиться за пределы желудка. Кроме того, процедура несет риски, включая:
1. Аспирацию содержимого желудка в легкие и развитие аспирационной пневмонии
2. Ларингоспазм
3. Механическое повреждение пищевода или желудка.
4. Нарушение электролитного баланса
5. Аритмию

К наиболее редким осложнениям можно отнести гипотермию, ошибочное введение зонда в трахею и повреждение носа при введении зонда в желудок через нос.